# روبرتو فيليبي
روبرتو فيليبي (بالإيطالية: Roberto Filippi)‏ هو لاعب كرة قدم إيطالي في مركز الوسط، ولد في 30 يوليو 1948 في بادوفا في إيطاليا. لعب مع أتالانتا ونادي بادوفا ونادي بولونيا ونادي تشيزينا ونادي ريجينا ونادي نابولي.